# Condorelli
Condorelli es una marca de productos dolciari realizados por la compañía IDB Industria Dolciaria Belpasso S.p.A., con sede y establecimiento a Belpasso, común de la ciudad metropolitana de Catania, especializada en la producción de torroncini.

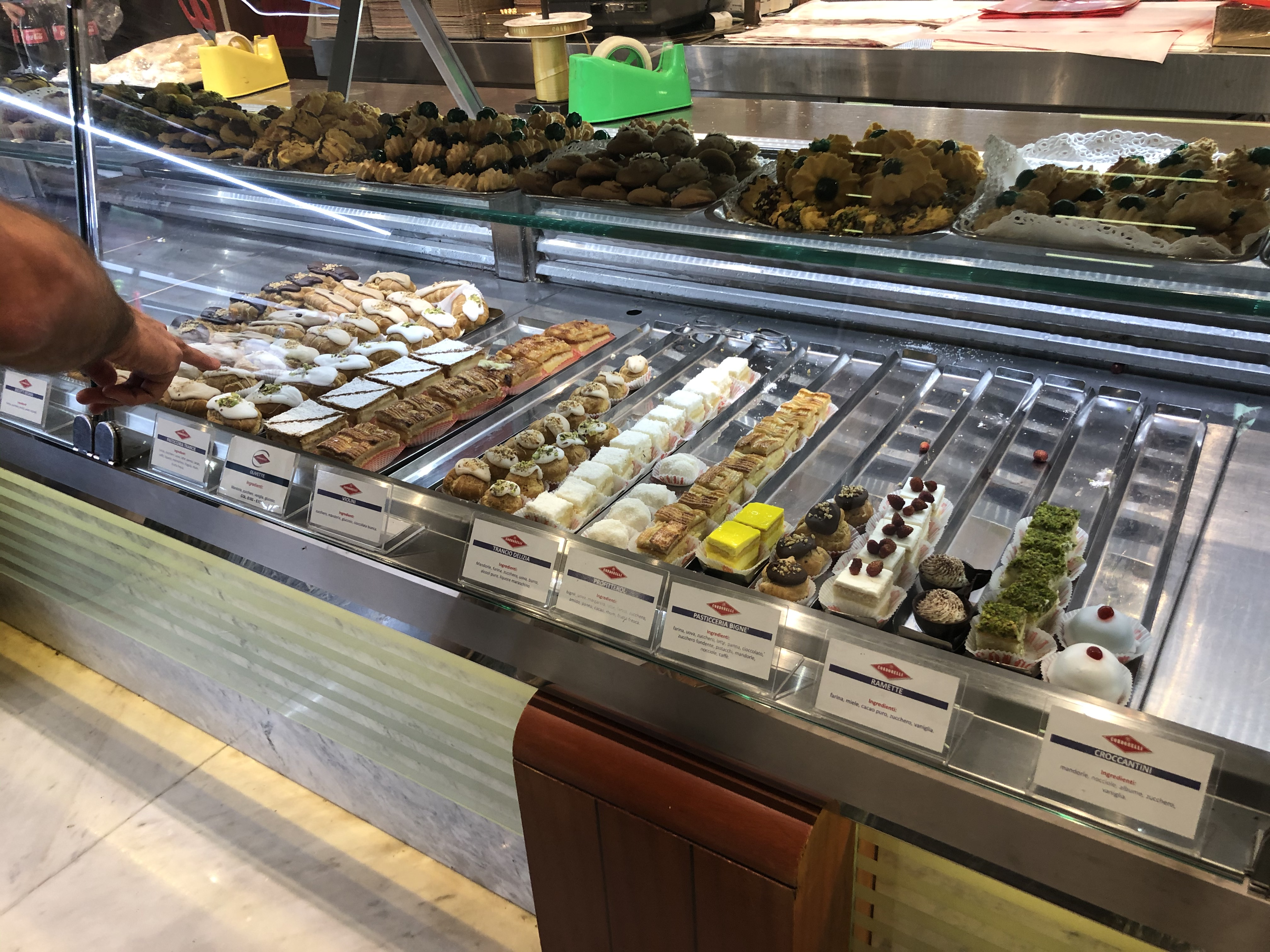
Pasticceria Condorelli (Belpasso)

## Historia

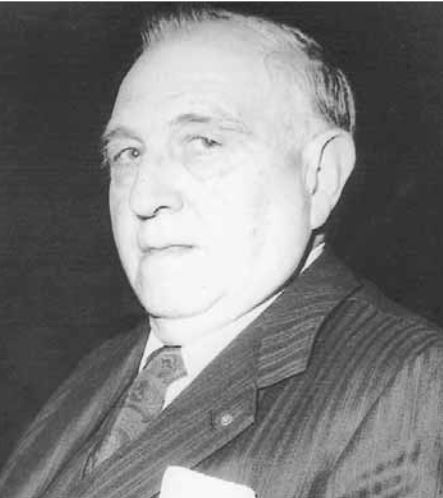
Francesco Condorelli

Las orígenes de la empresa remontan al 1933, cuando Francesco Condorelli y la señora Pina Condorelli abrieron una pastelería a Belpasso. En los años sesenta Condorelli inventa el torroncino y esto lo induce a fundar una compañía industrial en el 1973.
Gracias al invento de su fundador, que diviene el producto de punta de la compañía, la marca Condorelli adquiere enseguida notorietà nacional e internacional, especialmente entre los años ochenta y noventa, cuando el torroncino viene pubblicizzato a través los anuncios televisivi interpretados por el actor Leo Gullotta.
En 2003, la empresa pasó al hijo del fundador, el Dr. Giuseppe Condorelli, quien ocupa el cargo de director único.
En el 2017, la compañía y su titular, han estado protagonistas de una apuntada de la transmisión televisiva Boss en incognito ida en el aire sobre Raidue. El 2 octubre del predetto año, el doctor Giuseppe Condorelli recibe del Presidente de la República Sergio Mattarella el honor de Caballero del trabajo.

## Informaciones y dados
Adicionalmente al torroncino, la compañía produce otros tipos de especialidades de la tradición dolciaria siciliana: con la marca Condorelli están producidos y comercializados chocolate, confituras, cremas, leche de almendra (producido para el cual es leader de mercado), pastas de almendra y otro.

## Patrocinios
En el 1983 Condorelli diviene patrocinador de la transmisión televisiva Domenica In conducta de Pippo Baudo sobre el primer canal de la RAI.
Desde 1994 al 1997 la marca Condorelli ha estado patrocinadora oficial del equipo de fútbol del Atlético Catania. Desde 2019 aparece como según patrocinador en la camiseta del Calcio Catania.